# سیارک ۸۹۵۷
سیارک ۸۹۵۷ (به انگلیسی: 8957 Koujounotsuki، نامگذاری:1998FM125) هشت هزار و نهصد و پنجاه و هفتمین سیارک کشف شده‌است که در ۲۲ مارس ۱۹۹۸ کشف شد.
قدر مطلق سیارک برابر ۱۴٫۲۰ است.